# Kazanłyk (gmina)
Kazanłyk (bułg. Община Казанлък) – gmina w środkowej Bułgarii, w obwodzie Stara Zagora.

## Miejscowości
Miejscowości wchodzące w skład gminy Kazanłyk:
- Buzowgrad (bułg.: Бузовград),
- Chadżidimitrowo (bułg.: Хаджидимитрово),
- Czerganowo (bułg.: Черганово),
- Dołno Izworowo (bułg.: Долно Изворово),
- Dunawci (bułg.: Дунавци),
- Enina (bułg.: Енина),
- Golamo Drjanowo (bułg.: Голямо Дряново),
- Gorno Czerkowiszte (bułg.: Горно Черковище),
- Gorno Izworowo (bułg.: Горно Изворово),
- Jasenowo (bułg.: Ясеново),
- Kazanłyk (bułg.: Казанлък) − siedziba gminy,
- Koprinka (bułg.: Копринка),
- Kryn (bułg.: Крън),
- Kynczewo (bułg.: Кънчево),
- Owosztnik (bułg.: Овощник),
- Rozowo (bułg.: Розово),
- Ryżena (bułg.: Ръжена),
- Srednogorowo (bułg.: Средногорово),
- Szejnowo (bułg.: Шейново),
- Szipka (bułg.: Шипка).